# Karel Fridrich Holštýnsko-Gottorpský
Karel Fridrich Holštýnsko-Gottorpský (29. dubna 1700, Stockholm – 18. července 1739, Rolfshagen) byl vévoda Holštýnsko-Gottorpský v letech 1702–1739. Byl uchazečem o švédský trůn v roce 1718 a otcem ruského cara Petra III.

## Biografie
Narodil se jako syn vévody Fridricha IV. Holštýnsko-Gottorpského a jeho manželky, švédské princezny Hedviky Žofie, starší dcery švédského krále Karla XI.
Po smrti svého otce v roce 1702 se stal vévodou holštýnsko-gottorpským, ale vzhledem k jeho nízkému věku (dva roky) byl vládou pověřen jeho strýc Kristián August, biskup lübecký. V té době vévodství Holstein-Gottorp byla jako spojenec Švédska účastna Severní války.
Po smrti své matky v roce 1708 byl Karel Fridrich ve věku osmi let svěřen svému strýci, švédskému králi Karlu XII., a protože ten neměl dětí, byl Karel Fridrich jako potomek Karlovy starší sestry, tedy osoby první v pořadí nároků na trůn, jmenován jeho následníkem.
Po smrti Karla XII. v listopadu roku 1718 měl Karel Fridrich jako jeho následník usednout na uprázdněný švédský trůn. Královnou však byla v roce 1718 parlamentem zvolena a v roce 1719 korunována jeho teta Ulrika Eleonora, mladší sestra Karla XII. a princovy matky Hedviky Žofie, jež v té době byla již deset let po smrti a oprávněné nároky svého syna nemohla pomoci hájit.
V důsledku ujednání Nystadské smlouvy, ukončující v roce 1721 Severní válku, pozbyl Karel Fridrich ve prospěch dánského krále vévodství šlesvického, během války obsazeného dánskými jednotkami. Ve snaze o znovunabytí ztraceného území se vévoda vypravil na dvůr ruského cara Petra Velikého s cílem dosáhnout spojenectví s Ruskem.
Tato aliance byla stvrzena manželstvím vévody Karla Fridricha a velkokněžny Anny Petrovny, dcery Petra Velikého. K zásnubám došlo na konci Petrovy vlády, v roce 1724, svatba se uskutečnila až několik měsíců po smrti Petra Velikého (zemřel v lednu 1725), 21. května 1725 v kostele sv. Trojice v Petrohradě.
Karel Fridrich hodlal sňatku využít k zabezpečení Šlesvicka před Dánskem a očekával také podporu Ruska ve svých nárocích na švédský trůn. Podle podmínek Nystadské smlouvy se však Rusko zavázalo nevměšovat se do vnitřních záležitostí Švédska, takže jeho naděje zůstaly nenaplněny.
Karel Fridrich přijal účast v nové Nejvyšší tajné radě a do jisté míry ovlivňoval ruskou politiku v chaotickém období po smrti Petra Velikého, zvaném údobí palácových revolucí. Po smrti Kateřiny I., vdovy po Petru Velikém, se jeho pozice stala vratkou a střetl se s Alexandrem Menšikovem, poručníkem Annina synovce Petra II., Kateřinina následníka na trůnu; Menšikov doufal, že mladý panovník se ožení s jeho dcerou. Po střetu s Menšikovem se Karel Bedřich 2. června 1727 musel vrátit do Holštýnska.
Z manželství vévody Karla Fridricha a velkokněžny Anny Petrovny se 21(10). února 1728 narodil syn Karel Petr Ulrich, pozdější ruský car Petr III. Tři týdny po porodu syna Anna ve dvaceti letech zemřela.
Karel Fridrich zemřel v roce 1739, ve věku 39 let. Jeho syn Karel Petr Ulrich po něm stanul v čele obou vévodství pod regentstvím švédského krále Adolfa I. Fridricha, bratrance Karla Fridricha. V roce 1762 nastoupil na ruský trůn jako car Petr III. V osobě Karla Petra Ulricha začala dynastie Hollstein-Gottorp panovat v Rusku, ovšem pod názvem Romanov-Holstein-Gottorp; její vláda skončila s koncem monarchie v Rusku v roce 1917.
Hrob Karla Friedricha se nachází v klášterním kostele v Bordesholmu v Šlesvicku-Holštýnsku.

## Vývod z předků
|                  |                                         |  |                               |                                     |  |  |  |  |  |  |  | Jan Adolf Holštýnsko-Gottorpský |
|                  |                                         |  |                               |                                     |  |  |  |  |  |  |  |                                 |
|                  | Fridrich III. Holštýnsko-Gottorpský     |  |                               |                                     |  |  |  |  |  |  |  |                                 |
|                  |                                         |  |                               |                                     |  |  |  |  |  |  |  |                                 |
|                  |                                         |  |                               | Augusta Dánská                      |  |  |  |  |  |  |  |                                 |
|                  |                                         |  |                               |                                     |  |  |  |  |  |  |  |                                 |
|                  | Kristián Albrecht Holštýnsko-Gottorpský |  |                               |                                     |  |  |  |  |  |  |  |                                 |
|                  |                                         |  |                               |                                     |  |  |  |  |  |  |  |                                 |
|                  |                                         |  |                               | Jan Jiří I. Saský                   |  |  |  |  |  |  |  |                                 |
|                  |                                         |  |                               |                                     |  |  |  |  |  |  |  |                                 |
|                  | Marie Alžběta Saská                     |  |                               |                                     |  |  |  |  |  |  |  |                                 |
|                  |                                         |  |                               |                                     |  |  |  |  |  |  |  |                                 |
|                  |                                         |  |                               | Magdalena Sibylla Pruská            |  |  |  |  |  |  |  |                                 |
|                  |                                         |  |                               |                                     |  |  |  |  |  |  |  |                                 |
|                  | Fridrich IV. Holštýnsko-Gottorpský      |  |                               |                                     |  |  |  |  |  |  |  |                                 |
|                  |                                         |  |                               |                                     |  |  |  |  |  |  |  |                                 |
|                  |                                         |  |                               | Kristián IV. Dánský                 |  |  |  |  |  |  |  |                                 |
|                  |                                         |  |                               |                                     |  |  |  |  |  |  |  |                                 |
|                  | Frederik III. Dánský                    |  |                               |                                     |  |  |  |  |  |  |  |                                 |
|                  |                                         |  |                               |                                     |  |  |  |  |  |  |  |                                 |
|                  |                                         |  |                               | Anna Kateřina Braniborská           |  |  |  |  |  |  |  |                                 |
|                  |                                         |  |                               |                                     |  |  |  |  |  |  |  |                                 |
|                  | Frederika Amálie Dánská                 |  |                               |                                     |  |  |  |  |  |  |  |                                 |
|                  |                                         |  |                               |                                     |  |  |  |  |  |  |  |                                 |
|                  |                                         |  |                               | Jiří Brunšvicko-Lüneburský          |  |  |  |  |  |  |  |                                 |
|                  |                                         |  |                               |                                     |  |  |  |  |  |  |  |                                 |
|                  | Žofie Amálie Brunšvická                 |  |                               |                                     |  |  |  |  |  |  |  |                                 |
|                  |                                         |  |                               |                                     |  |  |  |  |  |  |  |                                 |
|                  |                                         |  |                               | Anna Eleonora Hesensko-Darmstadtská |  |  |  |  |  |  |  |                                 |
|                  |                                         |  |                               |                                     |  |  |  |  |  |  |  |                                 |
| 'Karel Fridrich' |                                         |  |                               |                                     |  |  |  |  |  |  |  |                                 |
|                  |                                         |  |                               |                                     |  |  |  |  |  |  |  |                                 |
|                  |                                         |  | Kazimír Falcko-Zweibruckenský |                                     |  |  |  |  |  |  |  |                                 |
|                  |                                         |  |                               |                                     |  |  |  |  |  |  |  |                                 |
|                  | Karel X. Gustav                         |  |                               |                                     |  |  |  |  |  |  |  |                                 |
|                  |                                         |  |                               |                                     |  |  |  |  |  |  |  |                                 |
|                  |                                         |  |                               | Kateřina Švédská                    |  |  |  |  |  |  |  |                                 |
|                  |                                         |  |                               |                                     |  |  |  |  |  |  |  |                                 |
|                  | Karel XI.                               |  |                               |                                     |  |  |  |  |  |  |  |                                 |
|                  |                                         |  |                               |                                     |  |  |  |  |  |  |  |                                 |
|                  |                                         |  |                               | Fridrich III. Holštýnsko-Gottorpský |  |  |  |  |  |  |  |                                 |
|                  |                                         |  |                               |                                     |  |  |  |  |  |  |  |                                 |
|                  | Hedvika Eleonora Holštýnsko-Gottorpská  |  |                               |                                     |  |  |  |  |  |  |  |                                 |
|                  |                                         |  |                               |                                     |  |  |  |  |  |  |  |                                 |
|                  |                                         |  |                               | Marie Alžběta Saská                 |  |  |  |  |  |  |  |                                 |
|                  |                                         |  |                               |                                     |  |  |  |  |  |  |  |                                 |
|                  | Hedvika Žofie Švédská                   |  |                               |                                     |  |  |  |  |  |  |  |                                 |
|                  |                                         |  |                               |                                     |  |  |  |  |  |  |  |                                 |
|                  |                                         |  |                               | Kristián IV. Dánský                 |  |  |  |  |  |  |  |                                 |
|                  |                                         |  |                               |                                     |  |  |  |  |  |  |  |                                 |
|                  | Frederik III. Dánský                    |  |                               |                                     |  |  |  |  |  |  |  |                                 |
|                  |                                         |  |                               |                                     |  |  |  |  |  |  |  |                                 |
|                  |                                         |  |                               | Anna Kateřina Braniborská           |  |  |  |  |  |  |  |                                 |
|                  |                                         |  |                               |                                     |  |  |  |  |  |  |  |                                 |
|                  | Ulrika Eleonora Dánská                  |  |                               |                                     |  |  |  |  |  |  |  |                                 |
|                  |                                         |  |                               |                                     |  |  |  |  |  |  |  |                                 |
|                  |                                         |  |                               | Jiří Brunšvicko-Lüneburský          |  |  |  |  |  |  |  |                                 |
|                  |                                         |  |                               |                                     |  |  |  |  |  |  |  |                                 |
|                  | Žofie Amálie Brunšvická                 |  |                               |                                     |  |  |  |  |  |  |  |                                 |
|                  |                                         |  |                               |                                     |  |  |  |  |  |  |  |                                 |
|                  |                                         |  |                               | Anna Eleonora Hesensko-Darmstadtská |  |  |  |  |  |  |  |                                 |
|                  |                                         |  |                               |                                     |  |  |  |  |  |  |  |                                 |